# Larry Byrom
Larry Clifton Byrom, född 27 december 1948 i Huntsville, Alabama, USA, är en amerikansk gitarrist och låtskrivare. 
Larry Byrom började musikerkarriären i bandet Precious Few som bland annat spelade i Dick Clarks radioshow "Caravan of Stars". Byrom flyttade senare till Kalifornien og Blev medlem i bandet Hard Times som spelade i TV-showen "Where the Action Is". Hard Times upplöstes och Byrom startade bandet T.I.M.E. (Trust in Men Everywhere) tillsammans med Nick St. Nicholas.
Byrom spelade under 1970-talet i rockbandet Steppenwolf som hade en hit med Byrom's låt "Hey Lawdy Mama". Då han slutade i Steppenwolf blev han medlem i bandet Ratchell. Ratchell fick inte några framgångar och Byrom flyttade tillbaks till Alabama.
Senare flyttade Byrom till Nashville och har sedan arbetat som studiomusiker, där han spelat med främst olika countryartister, som Travis Tritt, Dolly Parton, Kenny Rogers, Tanya Tucker, Barbara Mandrell, Eddie Rabbit och Reba McEntire. Senare har han också bidragit på inspelningar med artister som Lorrie Morgan, Brooks & Dunn, Randy Travis, Clint Black och många andra.

## Diskografi
Album med Steppenwolf
- 1969 – Monster
- 1970 – Steppenwolf Live
- 1970 – Steppenwolf 7
- 1971 – Gold: Their Great Hits
- 1973 – 16 Greatest Hits